# ハレリア (小惑星)
ハレリア (1308 Halleria) は小惑星帯の小惑星である。カール・ラインムートがドイツ・ハイデルベルクのケーニッヒシュトゥール天文台で発見した。
スイスの医学者、植物学者にして詩人、アルブレヒト・フォン・ハラーに因んで名付けられた。